# Hans Andersen (skomager)
 Der er flere personer med dette navn, se Hans Andersen.
Hans Andersen (født 14. december 1782 i Rørup Sogn, død 26. april 1816 i Odense) i mandtalslister også betegnet som Hans Hansen Piber, var far til eventyrdigteren H.C. Andersen. Han var skomagersvend og senere friskomager dvs. skomager uden for lauget.
Hans Andersen var ligesom sin far Anders Hansen Traes knyttet til skomagerfaget, som var det største håndværkerfag i Odense på det tidspunkt. Han blev af sin far nægtet adgang til latinskolen. Han var med i Odense Borgervæbnings 3. kompagni, hvor han i en periode spillede på fløjte og tromme.
Som forældre til H.C. Andersen står i kirkebogen den dengang 22-årige skomagersvend Hans Andersen, som også var soldat, og den 34-årige Anne Marie Andersdatter. Den 5. januar 1805 blev parret trolovet, og de giftede sig i Skt. Knuds Kirke i Odense den 2. februar 1805, to måneder før fødselen.
Den 2. april blev H.C. Andersen født og hjemmedøbt.
Skomagerfamilien flyttede i 1807 ind i en lejlighed med køkken i alt ca. 42 m² i ejendommen Klingenberg 646 nu Munkemøllestræde 3, der dengang var en del af byens fattigkvarter.
Af mangel på arbejde og penge meldte Hans Andersen sig i 1812 som soldat i det danske hjælpekorps i Napoleonskrigene i stedet for en indkaldt bondesøn, der til gengæld måtte udrede en større sum penge til friskomageren. Han var selv fritaget for militærtjeneste, da han boede indenfor byens porte.
Hans regiment, nåede dog kun til Holsten i 1814, da krigen var forbi og efter to år i krig kom han hjem, syg og nedbrudt såvel fysisk som psykisk, og fandt tillige, at alle pengene var tabt på grund af statsbankerotten i 1813. Hans afregningsbog fra militæret slutter 8. marts 1815 med en udbetaling af 4 Rigsdaler og 46 skilling.
Hans Andersen var i lang tid meget syg og tabte sig meget indtil familien søgte hjælp hos den kloge kone i Ejby, Mette Mogensdatter, men døde to dage efter og blev begravet i Sankt Knuds Kirke den 30. april 1816, hvorpå Anne Marie Andersdatter måtte ernære sig selv og Hans Christian som vaskekone.